# Aigoszpotamoi csata
Az aigoszpotamoi csata i. e. 405-ben a peloponnészoszi háború döntő csatája volt, a háború befejező, dekeleai szakaszában, melynek eredményeként Athén kénytelen volt Spárta előtt meghódolni.

## Előzmények
Egy évvel korábban, i. e. 406-ban az arginuszai csatában Athén még győzelmet aratott, de a vezérek nem használták ki a siker révén adódott lehetőséget. A népgyűlés emiatt közülük hatot kivégeztetett, kettőt száműzött. Athén az ítéletekkel lényegében saját hadvezetését fejezte le, melynek helyére tapasztalatlan vezetőket tudott állítani. Ráadásul a háború finanszírozásában kulcsszerepet betöltő laureoni ezüstbányákat is be kellett zárni, mivel életveszélyessé váltak. Ennek következtében húszezer athéni rabszolga Dekeleiába szökött. Ezzel az athéni gazdaság hanyatlásnak indult.

## A csata

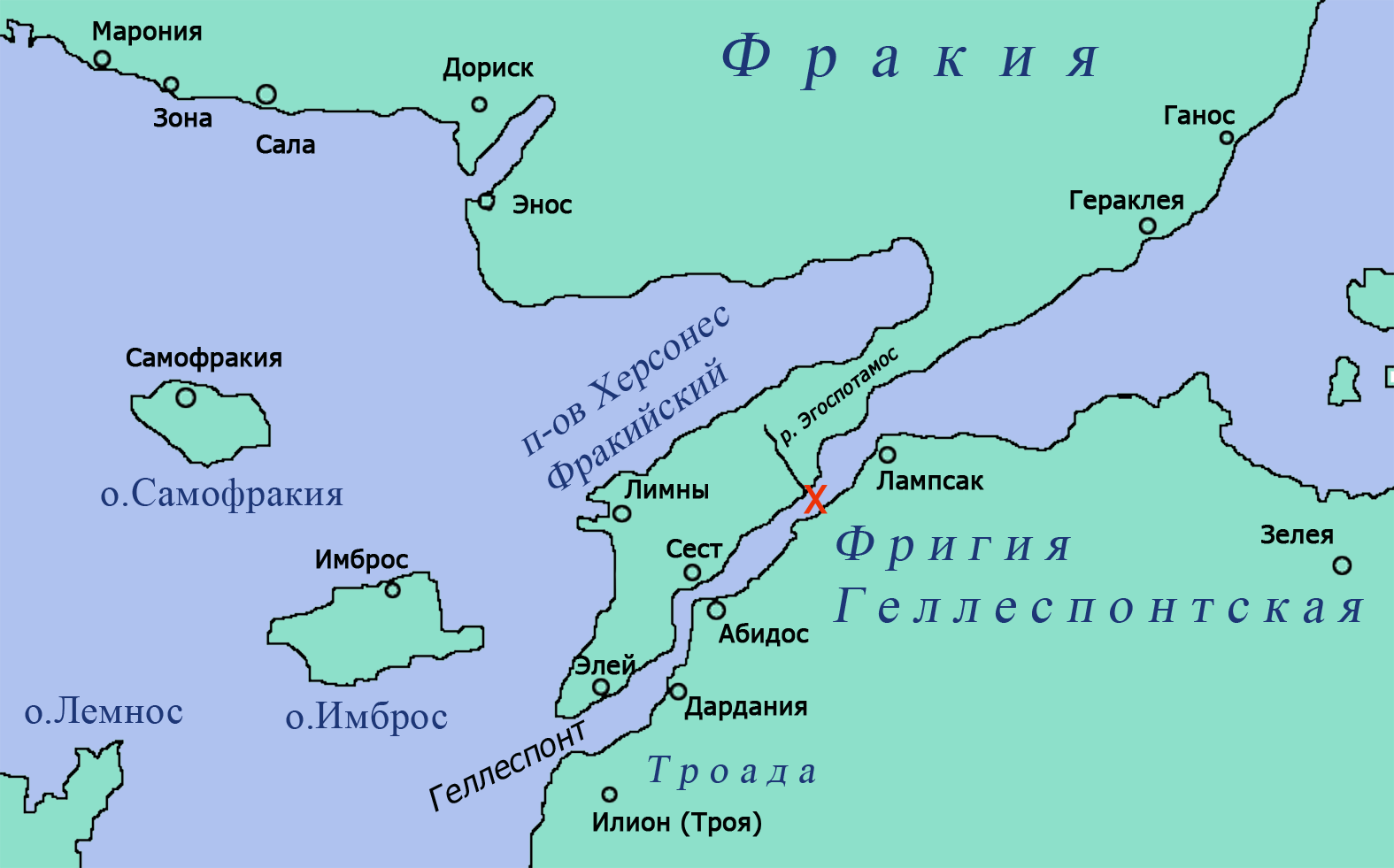
a csatahely

Athén gabonaellátásának egy jelentős része a Fekete-tenger vidékéről a Hellészpontoszon át bonyolódott. Ennek az útvonalnak az elvágására a Lüszandrosz vezette spártai flotta, a spártai szándék megakadályozására a Konón vezetése alatt lévő athéni flotta is a Kherszonészosz-félsziget nyugati partjainál tartózkodott szeptemberben. Az athéniek több napon át hiába kínáltak ütközetet az ellenségnek. A sztratégoszok az eredménytelen próbálkozás után a Kecske-folyónál lehorgonyoztak és pihenőt rendeltek el. Az athéni flotta legénysége, kilenc hajó kivételével, a parton tartózkodott, amikor a spártai hajóhad 180 hajójával meglepetésszerű támadást indított. A spártai diadal elsöprő volt. 171 athéni hajó került Spárta kezére. 3000 tengerész esett fogságba, akiket Lüszandrosz mindegy szálig lemészároltatott. Mindössze az a kilenc athéni hajó menekült meg, melyek legénysége nem tartózkodott a parton pihengetve.

## Következmények
Az összecsapásban Athén tengeri hadereje teljesen megsemmisült, s ezáltal Athén mindörökre elveszítette nagyhatalmi helyzetét. A város egy évvel később kapitulált a spártaiak előtt, s kezdetét vette a peloponnészoszi háborút lezáró békével Spárta hegemóniája.